# Екатеринославский сельсовет (Оренбургская область)
Екатеринославский сельсовет — сельское поселение в Тюльганском районе Оренбургской области Российской Федерации.
Административный центр — село Екатеринославка.

## История
Статус и границы сельского поселения установлены Законом Оренбургской области от 2 сентября 2004 года № 1424/211-III-ОЗ «О наделении муниципальных образований Оренбургской области статусом муниципального района, городского округа, городского поселения, установлении и изменении границ муниципальных образований».

## Население
| 2010 | 2012 | 2013 | 2014 | 2015 | 2016 | 2017 |
| ---- | ---- | ---- | ---- | ---- | ---- | ---- |
| 651  | ↘641 | ↗650 | ↗653 | ↘627 | ↘608 | ↘607 |
| 2018 | 2019 | 2020 | 2021 |      |      |      |
| →607 | ↘589 | ↘571 | ↘549 |      |      |      |

## Состав сельского поселения
| № | Населённый пункт | Тип населённого пункта       | Население |
| - | ---------------- | ---------------------------- | --------- |
| 1 | Аустяново        | село                         | 109       |
| 2 | Екатеринославка  | село, административный центр | 436       |
| 3 | Савельевка       | село                         | 10        |
| 4 | Стретинка        | село                         | 96        |